# Keldbyspanden
Keldbyspanden er en bronzespand fundet ved Keldby på Møn i 1827. Spanden er fra førromersk jernalder 300 f. Kr. og er formodentlig importeret fra de græske Sortehavskolonier eller måske Makedonien. At spanden er græsk ses af formen og ikke mindst den karakteristiske ornamentik, med palmetter ved hankene.
Spanden blev fundet ved Trehøje ved Keldby på Møn og kan have fungeret som gravurne. Sydsjællands Museum foretog i forbindelse med anlæggelse af en golfbane ved Keldby i midten af 80'erne arkæologiske udgravninger i området, men fandt intet fra Keldbyspandens tid. Stege Nor ender ved Keldby, og på en bakke ved Keldbylille syd for Noret er fundet mange bopladsspor og hustomter. De stammer dog fra perioden efter førromersk jernalder, dvs. romersk jernalder.
Keldbyspanden er gengivet på den danske 500-kroneseddel.